# Robert Jarni
Robert Jarni (ur. 26 października 1968 w Čakovcu) – piłkarz chorwacki grający na pozycji lewego obrońcy, a czasami pomocnika.

## Kariera klubowa
Jarni urodził się w Čakovcu i tam też zaczynał piłkarską karierę w klubie MTČ, który obecnie znany jest jako NK Čakovec. W klubie tym grał w pierwszej połowie lat 80., a w czerwcu 1985 roku został dostrzeżony przez trenerów Hajduka Split podczas pucharowego meczu tej drużyny z MTČ. W lutym 1986 Jarni trafił do Splitu i podpisał profesjonalny kontrakt z Hajdukiem. W lidze zadebiutował jednak dopiero w sezonie 1986/1987. 19-letni wówczas Jarni objawiał się dużym talentem, ale nie zawsze jeszcze wybiegał w podstawowym składzie splickiej drużyny. Za to w pierwszym sezonie gry mógł świętować swój pierwszy zdobyty laur, jakim było zdobycie Pucharu Jugosławii. W kolejnych latach Jarni wywalczył już miejsce w pierwszej jedenastce Hajduka i przez okres 5 lat gry w Splicie rozegrał 128 meczów i zdobył 17 bramek. W ostatnim sezonie gry na stadionie Poljud osiągnął także swój ostatni sukces w ojczyźnie – po raz drugi zdobył Puchar Jugosławii w 1991 roku. Latem tamtego roku było przesądzone, iż Jarni nie zostanie w Jugosławii, tym bardziej że wybuchła wojna na Bałkanach i wówczas większość utalentowanych piłkarzy uciekała z tego miejsca ogarniętego konfliktem.
Jarni trafił do drużyny Serie A, AS Bari. W zespole trenowanym przez Zbigniewa Bońka miał być gwiazdą obok Anglika Davida Platta oraz rodaka Zvonimirem Bobanem, który przybył tam z Dinama Zagrzeb. Jednak wszyscy trzej nie pomogli klubowi z Bari w utrzymaniu w lidze i zajmując 15. miejsce w Serie A, klub ten spadł o klasę niżej. Jarni nie odszedł z zespołu i przez kolejny sezon grał z Bari w drugiej lidze. Zespół zajął jednak dopiero 9. miejsce i nie udało mu się powrócić do pierwszej ligi, ale Jarni grał na tyle dobrze, że latem 1993 podpisał kontrakt z 9. drużyną Serie A, Torino Calcio. W Torino rozegrał 23 mecze w sezonie i zajął z tym zespołem 8. miejsce, a od nowego sezonu był już graczem lokalnego rywala zespołu „Granata”, Juventusu. W Juventusie Jarni wielkiej kariery jednak nie zrobił, miał problemy z wywalczeniem miejsca w składzie i przez cały sezon w Serie A pojawił się zaledwie 15 razy na boisku i zdobył 1 bramkę – swoją pierwszą na boiskach ekstraklasy Włoch, 14 maja 1995 w zwycięskim wyjazdowym meczu z Genoą. Pomimo słabego sezonu Jarni może pochwalić się zdobytym dubletem – Juventus został zarówno mistrzem, jak i zdobył Puchar Włoch.
Latem 1995 Jarni odszedł z Turynu i podpisał kontrakt z hiszpańskim Realem Betis. W Betisie Robert odzyskał formę i stał się jednym z czołowych lewych obrońców lidze. Na dodatek popisywał się nadzwyczajną jak na gracza tej pozycji skutecznością. W 3 sezony w Betisie zdobył aż 20 bramek w 98 meczach, a najlepszy dlań był sezon 1996/1997, gdy sewilska drużyna zajęła 3. miejsce w Primera División tuż za Realem Madryt i FC Barceloną, awansując tym samym do Pucharu UEFA. W sezonie 1997/1998 Betis zajął 8. miejsce, ale do ostatniej kolejki był jeszcze na 6. pozycji, ale i tak był to ponownie dobry sezon w wykonaniu Jarniego. Latem 1998 podpisał on kontrakt z angielskim Coventry City, jednak w swoim klubie zapragnął Jarniego szkoleniowiec Realu Madryt, Guus Hiddink i zaledwie po paru tygodniach odkupił on Roberta z angielskiego zespołu. W ten sposób Jarni nie zdołał nawet zadebiutować w żadnym meczu drużyny Coventry. Pod wodzą Hiddinka Realowi szło w lidze bardzo źle, i już w styczniu 1999 został on zastąpiony przez Vicente Del Bosque. Jednak zbyt duża strata do Barcelony spowodowała, że Realowi nie udało się zdobyć mistrzostwa kraju. Po sezonie Del Bosque zdecydował się przebudować defensywę zespołu i na sezon 1999/2000 nie widział dla Jarniego miejsca w składzie „Królewskich”. Robert odszedł więc do zespołu z Segunda División, UD Las Palmas, z którym awansował do ekstraklasy Hiszpanii. W sezonie 2000/2001 Las Palmas z Jarnim w składzie zdołało się utrzymać bez żadnych problemów w pierwszej lidze, zajmując 11. miejsce, i dobra postawa Roberta została zauważona w Atenach i latem ten chorwacki obrońca przeszedł do tamtejszego Panathinaikosu. W Grecji rozegrał jednak tylko 5 meczów i zimą 2002 roku rozwiązano z nim kontrakt. Jarniemu nie udało się poszukać nowego pracodawcy i zdecydował się zakończyć piłkarską karierę.
| Sezon   | Klub             | Kraj       | Rozgrywki                  | Mecze | Bramki |
| ------- | ---------------- | ---------- | -------------------------- | ----- | ------ |
| 1986/87 | Hajduk Split     | Jugosławia | pierwsza liga Jugosławii   | 21    | 0      |
| 1987/88 | Hajduk Split     | Jugosławia | pierwsza liga Jugosławii   | 15    | 0      |
| 1988/89 | Hajduk Split     | Jugosławia | pierwsza liga Jugosławii   | 31    | 6      |
| 1989/90 | Hajduk Split     | Jugosławia | pierwsza liga Jugosławii   | 31    | 2      |
| 1990/91 | Hajduk Split     | Jugosławia | pierwsza liga Jugosławii   | 30    | 9      |
| 1991/92 | AS Bari          | Włochy     | Serie A                    | 24    | 0      |
| 1992/93 | AS Bari          | Włochy     | Serie B                    | 28    | 3      |
| 1993/94 | Torino Calcio    | Włochy     | Serie A                    | 23    | 0      |
| 1994/95 | Juventus F.C.    | Włochy     | Serie A                    | 15    | 1      |
| 1995/96 | Real Betis       | Hiszpania  | Primera División           | 34    | 8      |
| 1996/97 | Real Betis       | Hiszpania  | Primera División           | 36    | 6      |
| 1997/98 | Real Betis       | Hiszpania  | Primera División           | 28    | 6      |
| 1998/99 | Real Madryt      | Hiszpania  | Primera División           | 27    | 1      |
| 1999/00 | UD Las Palmas    | Hiszpania  | Segunda División           | 29    | 6      |
| 2000/01 | UD Las Palmas    | Hiszpania  | Primera División           | 26    | 2      |
| 2001/02 | Panathinaikos AO | Grecja     | Alpha Ethniki              | 5     | 0      |
|         |                  |            | Łącznie w Prva HNL         | 128   | 17     |
|         |                  |            | Łącznie w Serie A          | 62    | 1      |
|         |                  |            | Łącznie w Primera División | 151   | 23     |
|         |                  |            | Łącznie w Alpha Ethniki    | 5     | 0      |

## Kariera reprezentacyjna
Zanim Robert Jarni zadebiutował w pierwszej reprezentacji Jugosławii, grał on w narodowej drużynie młodzieżowej. W 1987 młodzieżówka jugosłowiańska w kategorii Under-20 na Młodzieżowych Mistrzostwach Świata w Chile trochę niespodziewanie zdobyła złoty medal. Wtedy zaczęto mówić o nowym pokoleniu piłkarzy w Jugosławii. W kadrze młodzieżowych mistrzów świata oprócz Jarniego były takie późniejsze gwiazdy bałkańskiego futbolu jak Zvonimir Boban, Predrag Mijatović, Davor Šuker czy Igor Štimać. 3 lata po tym wielkim sukcesie Jarni zadebiutował w pierwszej reprezentacji „Plavich”. Fakt ten miał miejsce 19 maja 1990 roku w Lublanie w meczu towarzyskim przegranym 0:1 z reprezentacją Hiszpanii. Pomimo tego wyniku Jarni zadomowił się w reprezentacji i został przez ówczesnego selekcjonera kadry Ivicę Osima powołany do 22-osobowej kadry na finały Mistrzostwa Świata we Włoszech. Tam był tylko rezerwowym, na boisku pojawił się jeden raz w grupowym meczu z reprezentacją Kolumbii, gdy w 46 minucie meczu zmienił Srečko Kataneca. Ogółem w kadrze jugosłowiańskiej rozegrał 7 meczów.
W 1990 utworzono piłkarską reprezentację Chorwacji i Jarni zagrał w jej drugim w historii meczu – 22 grudnia tamtego roku w wygranym 2:0 meczu z reprezentacją Rumunii. Z reprezentacją Chorwacji Jarni zagrał na trzech wielkich imprezach. Pierwszą z nich było Euro 96. Robert zagrał tam we wszystkich 3 meczach grupowych, a także w ćwierćfinale z Niemcami, który to Chorwaci przegrali 1:2. Przez kolejne lata był filarem lewej flanki reprezentacji i awansował z nią do kolejnej imprezy – Mistrzostwa Świata we Francji. Tam Chorwaci byli czarnym koniem turnieju i podibli serca fanów całego świata zdobywając brązowy medal. Robert zagrał we wszystkich 7 meczach swojej reprezentacji. W 45 minucie ćwierćfinałowego meczu z Niemcami Jarni zdobył swoją pierwszą i jak się później okazało jedyną bramkę w karierze reprezentacyjnej. Także w 2002 roku na Mistrzostwach Świata w Korei i Japonii Jarni był zawodnikiem pierwszej jedenastki Chorwacji i także i tam zagrał we wszystkich jej meczach. Jednak jego rodakom nie udało się wyjść z grupy, w której zajęli trzecie miejsce. Ogółem w kadrze Jarni rozegrał 81 meczów i zdobył jednego gola. Przez długi czas był rekordzistą pod względem występów w chorwackiej kadrze, jednak 18 czerwca 2006 podczas meczu z Japonią rekord ten został pobity przez Dario Šimicia.

## Sukcesy piłkarskie
- Puchar Jugosławii 1987 i 1991 z Hajdukiem Split
- mistrzostwo Włoch 1995 i Puchar Włoch 1995 z Juventusem
- mistrzostwo świata 1987 z reprezentacją Jugosławii U-20
- Uczestnik Mistrzostw Świata 1990 z reprezentacją Jugosławii, 1998 i 2002 z reprezentacją Chorwacji
- Brązowy medalista Mistrzostw Świata 1998 z reprezentacją Chorwacji
- Uczestnik Mistrzostw Europy 1996 z reprezentacją Chorwacji
- 7 meczów w reprezentacji Jugosławii
- 81 meczów, 1 gol w reprezentacji Chorwacji

## Ciekawostki
- Jest jedynym piłkarzem chorwackim, który zagrał we wszystkich dziesięciu meczach reprezentacji podczas Mistrzostw Świata 1998 i 2002.
- Po zakończeniu kariery piłkarskiej próbował swoich sił w futsalu w zespole MNK Split
- Obecnie jest komentatorem sportowym w telewizji RTL Televizija

## Odznaczenia
- Order Chorwackiej Koniczyny (1998)[1]